# Championnat d'Espagne de hockey sur glace 2006-2007
Saison précédente Saison suivante
La saison 2006-2007 est la 33e saison du championnat d'Espagne de hockey sur glace. Cette saison, le championnat porte le nom de Superliga Española.

## Clubs de la Superliga 2006-2007
- FC Barcelone
- CH Jaca
- Majadahonda HC
- CG Puigcerdà
- Txuri Urdin
- CH Vielha

## Première Phase

### Classement
| # | Club           | Joués | V  | N | D  | bp:bc  | +/- | Points |
| - | -------------- | ----- | -- | - | -- | ------ | --- | ------ |
| 1 | CG Puigcerdà   | 15    | 13 | 1 | 1  | 124:51 | +73 | 27     |
| 2 | CH Jaca        | 15    | 11 | 1 | 3  | 102:55 | +47 | 23     |
| 3 | Txuri Urdin    | 15    | 7  | 1 | 7  | 68:72  | -4  | 15     |
| 4 | CH Vielha      | 15    | 6  | 2 | 7  | 78:77  | +1  | 14     |
| 5 | FC Barcelone   | 15    | 3  | 1 | 11 | 65:101 | -36 | 7      |
| 6 | Majadahonda HC | 15    | 2  | 0 | 13 | 35:112 | -77 | 4      |

### Meilleurs Pointeurs
Nota: B = buts, A = assistances, Pts = points, 

| # | Joueur           | Équipe       | B  | A  | Pts |
| - | ---------------- | ------------ | -- | -- | --- |
| 1 | Milan Carsky     | CG Puigcerdà | 27 | 25 | 52  |
| 2 | Peter Kotlarik   | CG Puigcerdà | 23 | 28 | 51  |
| 3 | Ivan Gracia      | CG Puigcerdà | 26 | 23 | 49  |
| 4 | Danylo Divkovsky | CH Jaca      | 21 | 27 | 48  |
| 5 | Tomas Pokrivcak  | CG Puigcerdà | 19 | 29 | 48  |

## Séries Finales
Les séries se jouent au meilleur des trois matchs.

### Premier Tour
| Équipes        | 1 | 2 | 3 | Série |
| Majadahonda HC | 1 | 2 |   | 0     |
| Txuri Urdin    | 5 | 7 |   | 2     |

| Équipes      | 1 | 2 | 3 | Série |
| FC Barcelone | 5 | 5 | 7 | 2     |
| CH Vielha    | 3 | 6 | 6 | 1     |

### Deuxième Tour
| Équipes      | 1 | 2 | 3 | Série |
| CG Puigcerdà | 4 | 4 |   | 2     |
| FC Barcelone | 2 | 2 |   | 0     |

| Équipes     | 1 | 2 | 3 | Série |
| CH Jaca     | 4 | 6 |   | 2     |
| Txuri Urdin | 3 | 4 |   | 0     |

### Finale
| Équipes      | 1 | 2  | 3 | Série |
| CG Puigcerdà | 5 | 11 |   | 2     |
| CH Jaca      | 4 | 3  |   | 0     |

CG Puigcerdà est sacré Champion d'Espagne de hockey sur glace 2006-2007